# Huragan Katrina
Huragan Katrina – jeden z trzydziestu najbardziej niszczycielskich huraganów, jakie kiedykolwiek nawiedziły Stany Zjednoczone. Wśród zarejestrowanych atlantyckich cyklonów był to szósty pod względem siły wiatru. Huragan uformował się 23 sierpnia 2005 roku na Bahamach. Wkrótce potem przeszedł przez południową Florydę, powodując pierwsze ofiary śmiertelne, jeszcze jako huragan trzeciej kategorii w Skali Saffira Simpsona. Po przejściu nad Zatoką Meksykańską prędkość wiatru wzrosła do ponad 250 km/h. Katrina stała się wtedy huraganem piątej kategorii. Największe zniszczenia cyklon ten spowodował w Nowym Orleanie, w stanie Luizjana. System przeciwpowodziowy w mieście okazał się nieszczelny w ponad pięćdziesięciu miejscach – prawie każdy wał przeciwpowodziowy w mieście został ostatecznie zniszczony. Zalane zostało 80% miasta. W wyniku huraganu zginęło 1836 osób, a 705 zostało uznane za zaginione. To największa liczba ofiar, od czasów huraganu Okeechobee, który nawiedził miasto w 1928 roku. W samym Nowym Orleanie straty oszacowano na ponad 81 miliardów dolarów. Był to jeden z huraganów, które przyniosły w Stanach Zjednoczonych największe straty materialne.
Liczne uszkodzenia wałów przeciwpowodziowych skłoniły amerykański wymiar sprawiedliwości do wszczęcia śledztwa w tej sprawie. Zadanie powierzono wcześniej Korpusowi Inżynieryjnemu Armii Stanów Zjednoczonych. Przeprowadzono też śledztwo w sprawie spóźnionej reakcji rządu, prezydenta i samorządów lokalnych. Doprowadziło to do ustąpienia szefa Federalnej Agencji Zarządzania Kryzysowego.
W dwa lata po kataklizmie – w sierpniu 2007 – liczba mieszkańców Nowego Orleanu oceniana była na 273 tysięcy, zaś przed przejściem Katriny w mieście żyło prawie pół miliona ludzi. Nadal trwają prace w celu usunięcia skutków kataklizmu, choć większość miasta jest ponownie otwarta dla mieszkańców, a dzielnice, gdzie straty były mniej dotkliwe, ponownie funkcjonują, rejony najbardziej dotknięte przez huragan wciąż mają problemy z zapewnieniem sprawnych usług miejskich. Najbardziej zniszczona dzielnica – Lower Ninth Ward – do dziś nie jest oficjalnie otwarta dla mieszkańców.
Trzy lata po przejściu Katriny nad miastem tysiące ludzi nadal żyło w przyczepach, gdyż ich domy nie zostały jeszcze odbudowane.

## Historia meteorologiczna
Huragan Katrina uformował się 23 sierpnia 2005 roku w okolicach Wysp Bahama jako skutek współdziałania fali wschodniej i resztek słabego tropikalnego cyklonu. Podczas gdy do powstania huraganu wymagana jest temperatura wody powyżej 26 stopni Celsjusza, w czasie powstania Katriny wynosiła ona w Zatoce Meksykańskiej nawet 30-33 stopnie Celsjusza. Rano 24 sierpnia tropikalny cyklon przekształcił się w huragan pierwszej kategorii – prędkość wiatru osiągnęła 120 km/h i w tym momencie burza została nazwana imieniem Katrina.
Cyklon przemieszczał się w kierunku Florydy. Dotarł na Plażę Hallandale, a potem na półwysep, powodując pierwsze ofiary śmiertelne. Stracił nieco ze swojej siły na lądzie, by potem znowu przybrać na sile, przemieszczając się przez ciepłe wody Zatoki Meksykańskiej. Zanim dotarł do kontynentalnej części Stanów Zjednoczonych, osiągnął piątą, najwyższą kategorię w skali Saffira Simpsona po dziewięciu godzinach od wejścia na wody Zatoki Meksykańskiej. Tak szybki wzrost był możliwy poprzez przejście cyklonu nad niezwykle ciepłymi wodami prądu Golfsztrom, które zwiększyły szybkość wiatru. 27 sierpnia Katrina osłabła do huraganu trzeciej kategorii, by zaraz potem gwałtownie zintensyfikować siłę wiatru i powrócić do kategorii piątej. Dzień później huragan osiągnął swą maksymalną siłę. Zarejestrowano wtedy – o godzinie 13:00 czasu lokalnego – najwyższą prędkość wiatru, która wyniosła 280 km/h (175 mph) oraz najniższe ciśnienie atmosferyczne, które wyniosło tylko 902 hektopaskale. Ten ostatni pomiar uczynił Katrinę czwartym huraganem pod względem najniższego ciśnienia atmosferycznego (silniejsze od niego w sezonie 2005 były huragany Rita i Wilma).
Wejście Katriny na kontynentalną część Stanów Zjednoczonych nastąpiło w poniedziałek 29 sierpnia o godzinie 6:10 czasu lokalnego, w stanie Luizjana. Cyklon osłabł wtedy do kategorii trzeciej w skali Saffira Simpsona (wiatr wiał z prędkością 205 km/h). Taka prędkość wiatru utrzymywała się przez cały czas wędrówki huraganu nad Luizjaną.
Podobna siła cyklonu utrzymywała się do momentu, gdy dotarł on nad stan Missisipi. Gdy huragan przebył drogę około 150 kilometrów w głąb lądu, siła wiatru osłabła na tyle, że został on zdegradowany do kategorii burzy tropikalnej. Stało się to w okolicy miejscowości Clarksville w stanie Tennessee. Resztki huraganu przemieściły się na północny wschód, docierając w okolice wschodniej Kanady. Tam huragan ostatecznie zanikł.

## Przygotowania do nadejścia huraganu

### Rząd federalny

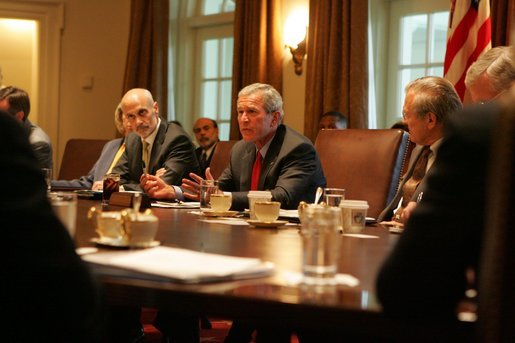
Posiedzenie sztabu antykryzysowego w Białym Domu. Na zdjęciu widoczni sekretarz obrony Donald Rumsfeld i prezydent George W. Bush

Rano 26 sierpnia Katrina wzrosła w siłę na tyle, że została zaliczona do kategorii trzeciej w skali Saffira Simpsona. Huragan znajdował się wtedy nad Zatoką Meksykańską. W sobotę 27 sierpnia naukowcy z Narodowego Centrum Huraganów wyliczyli, że Katrina skręci na północny wschód, a jej wejście na ląd nastąpi w Luizjanie. Stosowne ostrzeżenie meteorologiczne zostało wydane dla stanów Luizjana, Missisipi i Alabama. Przewidywana trasa huraganu przechodziła przez miasto Nowy Orlean.
Straż Przybrzeżna rozpoczęła 26 sierpnia działania przygotowawcze do nadejścia cyklonu nie tylko w oczekiwanej strefie uderzenia, ale także poza nią, mobilizując do działania ponad czterystu rezerwistów. Centrum Treningu Lotnictwa (Aviation Training Center) włączyło się do akcji ewakuacyjnej ludności poprzez zlecenie swoim załogom pomocy ratownikom. Ewakuacją objęto stany Luizjana, Missisipi i Alabama. Nakazano także przymusową ewakuację Nowego Orleanu.
Prezydent USA George W. Bush wprowadził stan wyjątkowy w Luizjanie, Missisipi i Alabamie w sobotę 27 sierpnia, na dwa dni przed wejściem huraganu na kontynentalną część kraju. Jednakże powyższe zarządzenie nie dotyczyło żadnej z gmin przybrzeżnych Luizjany. Ostatecznie stan wyjątkowy dla tych gmin także został wprowadzony, jednak stało się to już po przejściu huraganu, a poprzedziła to burzliwa debata w Kongresie.
Tego samego dnia, kiedy George Bush wprowadził stan wyjątkowy dla trzech stanów, Narodowe Centrum Huraganów rozszerzyło przewidywany obszar przejścia huraganu od linii brzegowej w mieście Morgana do granicy stanowej między Alabamą i Florydą. W niedzielę 28 sierpnia, kiedy był już znany rzeczywisty rozmiar Katriny, strefa zagrożenia huraganem została ponownie rozszerzona w taki sposób, że objęła większość linii brzegowej Luizjany.
Podczas wideokonferencji z prezydentem Bushem, które miały miejsce 28 sierpnia i 29 sierpnia, dyrektor NHC Max Mayfield wyraził obawy, że Katrina może przerwać wały przeciwpowodziowe i zalać niektóre miasta.
Narodowe Centrum Pogodowe w Nowym Orleanie (National Weather Service’s New Orleans) ostrzegało przed nadejściem huraganu, że jeżeli Katrina przejdzie przez miasto, to nie będzie się ono nadawało do zamieszkania przez wiele tygodni. Siła Katriny dorównywała wtedy sile huraganu Kamil (Camille), który przeszedł nad Stanami Zjednoczonymi w 1969 roku. W niedzielę 28 sierpnia prezydent Bush nakazał gubernator Luizjany Kathleen Blanco obowiązkową ewakuację Nowego Orleanu. Dobrowolna lub obowiązkowa ewakuacja ludności objęła także duże obszary południowo-wschodniej Luizjany, jak również obszary przybrzeżne stanów Missisipi i Alabama, czyli razem około 1,2 miliona ludzi.

#### Śledztwo w sprawie ogłoszenia stanu wyjątkowego
26 września 2005 odbyło się przesłuchanie byłego już wtedy szefa Federalnej Agencji Zarządzania Kryzysowego, Michaela Browna. Dotyczyło ono decyzji prezydenta George’a Busha z 27 sierpnia o wprowadzeniu stanu wyjątkowego na terenach zagrożonych wówczas przejściem Katriny. Początkowo stan wyjątkowy nie obejmował żadnej z przybrzeżnych gmin Luizjany, jednocześnie obejmując tereny przybrzeżne stanów Missisipi i Alabama. Brown zapewniał, że taka sytuacja zaistniała, ponieważ gubernator Luizjany nie włączyła przybrzeżnych gmin do listu z prośbą o pomoc. Po przesłuchaniu upublicznił on kopię tego listu, która stwierdzała, że stan wyjątkowy w Luizjanie miał obejmować jedynie wszystkie gminy południowo-wschodnie aglomeracji Nowego Orleanu oraz gminy wzdłuż korytarzy stanowych I-20 oraz I-49, które przyjmą ewakuowanych obywateli.

### Wybrzeże Zatokowe

Obraz Huraganu Katrina na radarze meteorologicznym podczas wchodzenia na ląd w Luizjanie

26 sierpnia oddziały Gwardii Narodowej w Missisipi rozpoczęły przygotowania do nadejścia huraganu. Działalność rozpoczął Centralny Sztab Antykryzysowy (Emergency Operations Center), zaś samorządy lokalne wydały rozporządzenia o ewakuacji ludności. 28 sierpnia o godzinie 19:00 czasu lokalnego zarządzenia o ewakuacji obowiązywały już w 11 gminach i 11 miastach, zaś następnego dnia rano było to już 41 gmin i 61 miast. Ponadto w gminach przybrzeżnych otwarto 57 schronów przeciwhuraganowych i 31 schronów awaryjnych.
Plan ewakuacyjny dla stanu Luizjana, opracowany przez samorządy lokalne, dzielił się na trzy fazy. Pierwsza nakazywała ewakuację obszarów przybrzeżnych na 50 godzin przed nadejściem Katriny, tereny objęte fazą drugą miały rozpocząć ewakuację 40 godzin przed wejściem huraganu na ląd, zaś tereny fazy trzeciej (obejmujące m.in. Nowy Orlean) miały rozpocząć ewakuację trzydzieści godzin wcześniej. Pojazdy przeznaczone do ewakuacji i wszelkie środki transportu publicznego zostały zapełnione na kilkadziesiąt godzin przed nadejściem huraganu, również wiele prywatnych przedsiębiorstw miało problemy z organizacją transportu osób ewakuowanych.
Według różnych źródeł, około 80% z 1,3 miliona mieszkańców aglomeracji Nowego Orleanu zostało ewakuowanych z miasta. Dawało to znacznie więcej ewakuowanych ludzi niż miało to miejsce podczas Huraganu Ivan, który przeszedł nad tym obszarem w 2004 roku. Do niedzieli 28 sierpnia prawie cała infrastruktura wzdłuż wybrzeża została zamknięta, a jej pracownicy ewakuowani. Wśród przedsiębiorstw zamknięte na czas huraganu zostały m.in. Kanadyjska Kolej Narodowa (Canadian National Railway, tylko linie w zasięgu huraganu) i Siłownia Jądrowa „Waterford”. Ostrzeżenia meteorologiczne na tych obszarach zostały utrzymane przez Narodowe Centrum Huraganów aż do późnego popołudnia 29 sierpnia. W tym czasie huragan znajdował się już nad centralną częścią stanu Missisipi.

### Nowy Orlean

Schemat budowy wałów przeciwpowodziowych w mieście

W piątek 26 sierpnia pojawiły się pierwsze prognozy sugerujące, iż skala kataklizmu może być o wiele większa niż w wypadku wcześniejszych huraganów. Programy komputerowe mające przewidzieć trasę huraganu wskazywały na niej także Nowy Orlean. Prawdopodobieństwo bezpośredniego ataku huraganu było wówczas szacowane na 17%, zaś 28 sierpnia wynosiło już 29%. Ten scenariusz oznaczał dla miasta potencjalną katastrofę, gdyż większość jego obszaru jest położona poniżej poziomu morza. Gdy potwierdziły się informacje, że Katrina przejdzie przez miasto, urzędnicy lokalnego sztabu antykryzysowego zaczęli się obawiać, że Katrina może przerwać wały przeciwpowodziowe. 28 sierpnia o godzinie 10:00 czasu lokalnego, gdy Katrina osiągnęła już piątą, najwyższą kategorię w skali Saffira Simpsona, ówczesny burmistrz Nowego Orleanu Ray Nagin zwołał konferencję prasową, na której wydał rozporządzenie nakazujące pierwszą obowiązkową ewakuację miasta w jego dziejach. Rada miasta otworzyła w Nowym Orleanie także kilka schronów przeciwhuraganowych dla obywateli, którzy nie mieli możliwości ewakuacji. Jednym z nich był stadion Louisiana Superdome, na którym schroniło się blisko 26 tysięcy ludzi.

### Floryda
Jeszcze 24 sierpnia wielu ludzi żyjących na terenie stanu nie wiedziało o tym, że Katrina stała się już huraganem. Dzień później, 25 sierpnia, cyklon uderzył już w południową część Florydy. Wejście na ląd nastąpiło pomiędzy miastami Aventura i Hallandale, w pobliżu Miami. Jednakże Narodowe Centrum Huraganów poprawnie przewidziało, że Katrina wzmocni się przed przejściem nad tym stanem i odpowiednio wcześniej – na 31,5 godziny i 19,5 godziny przed przejściem cyklonu, ostrzeżenia meteorologiczne zostały zaktualizowane.

## Oddziaływanie huraganu
| Alabama                                | 2     |
| Floryda                                | 14    |
| Georgia                                | 2     |
| Kentucky                               | 1     |
| Luizjana                               | 1577* |
| Missisipi                              | 238   |
| Ohio                                   | 2     |
| Ogółem                                 | 1836  |
| Osoby zaginione                        | 705   |
| *Także osoby ewakuowane przez Luizjanę |       |

W poniedziałek 29 sierpnia huragan nacierający na Nowy Orlean naruszył wały przeciwpowodziowe już w 53 miejscach. Spowodowało to zatopienie miasta w ponad osiemdziesięciu procentach. Raport Amerykańskiego Stowarzyszenia Cywilnych Inżynierów (American Society of Civil Engineers) z czerwca 2007 roku wskazywał na fakt, iż zalanie miasta było skutkiem osłabienia wałów przeciwpowodziowych przez poprzednie sztormy, nawiedzające miasto. Przesuwający się w głąb kraju huragan zdewastował także wybrzeża stanów Alabama i Missisipi. Spowodowało to ogromne straty materialne, wyceniane na 81,2 miliarda dolarów amerykańskich. Po uwzględnieniu inflacji skutki materialne są zatem dwa razy bardziej dotkliwe niż po przejściu Huraganu Andrew w 1992 roku. Katrina stała się wkrótce także najbardziej morderczym huraganem w historii Stanów Zjednoczonych od czasu przejścia huraganu Okeechobee z 1928 roku.
Według potwierdzonych danych z 19 maja 2006 życie straciło 1 836 ludzi, z czego najwięcej w stanach Luizjana (1577) oraz Missisipi (238). W samej Luizjanie za zaginione zostało uznane 705 osób. Śmierć części ofiar miała przy tym jedynie pośredni związek z niszczycielską działalnością huraganu, ponadto w części przypadków nie udało się ustalić dokładnej przyczyny zgonu.
Według danych rządu federalnego Katrina objęła swym zasięgiem ponad 233 000 kilometrów kwadratowych. Jest to obszar porównywalny z powierzchnią Wielkiej Brytanii. Po przejściu cyklonu trzy miliony ludzi było pozbawionych prądu. 3 września 2005 Michael Chertoff, sekretarz stanu w Departamencie Bezpieczeństwa Krajowego Stanów Zjednoczonych opisał Katrinę w raporcie jako „prawdopodobnie największą katastrofę” w historii kraju, odnosząc się nie tylko do samego cyklonu, lecz także do zalania Nowego Orleanu.

### Kuba oraz Południowa Floryda

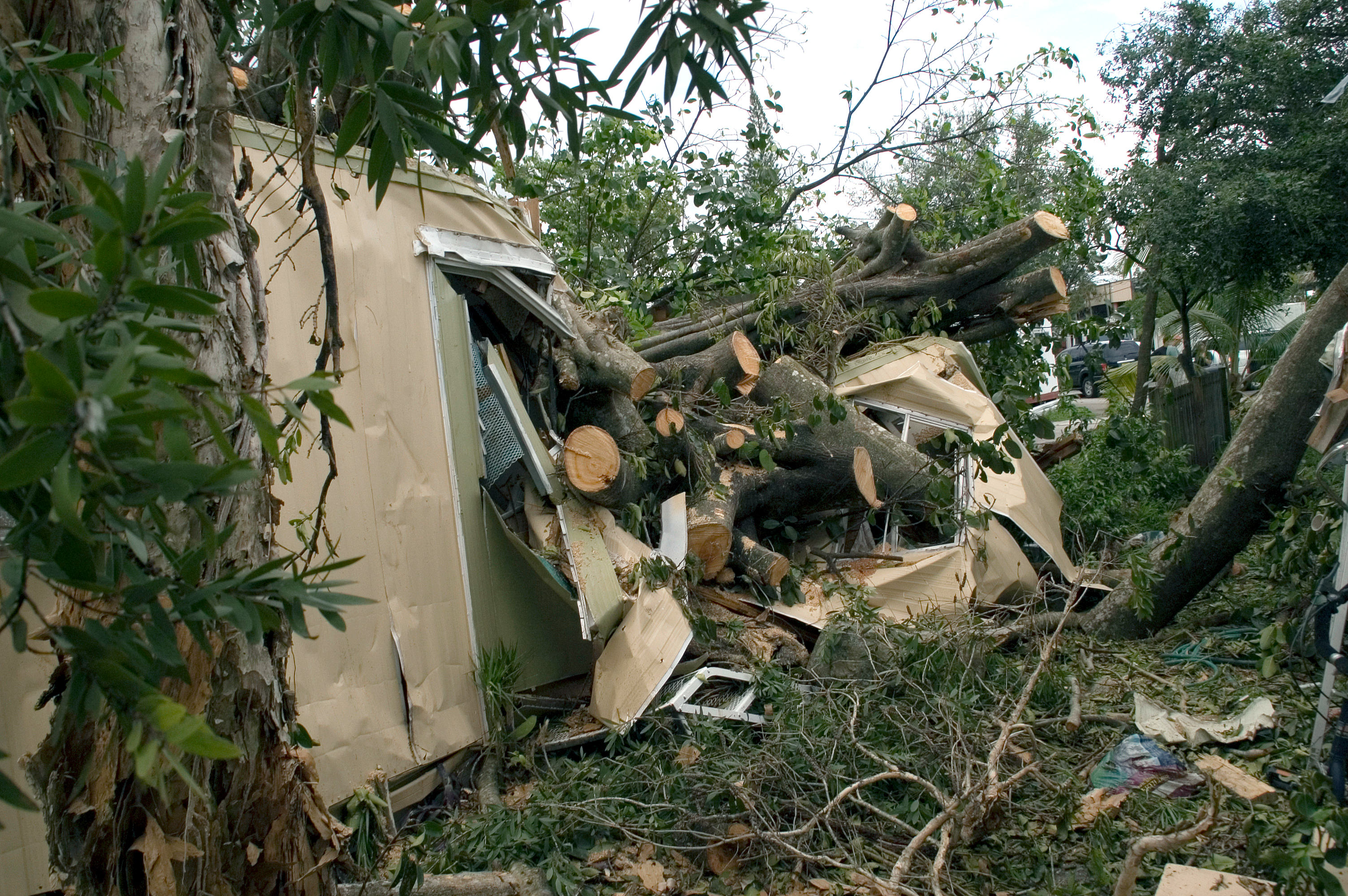
Uszkodzenia domu w miejscowości Davie na Florydzie

25 sierpnia Katrina po raz pierwszy weszła na ląd. Stało się to na Florydzie, zaś sam cyklon miał wówczas siłę pierwszej kategorii w skali Skali Saffira Simpsona. Wiatr wiał z prędkością 130 km/h (80 mph), dużo bardziej intensywne były jednak opady – tylko w miejscowości Homestead spadło 350 mm deszczu. Ponad milion ludzi zostało pozbawionych elektryczności. Zniszczenia na półwyspie były szacowane na 1 do 2 miliardów dolarów, z czego na zdecydowaną większość składały się powalone drzewa i zalania. W wyniku przejścia huraganu nad Florydą życie straciło 14 ludzi.
Huraganu doświadczyła także większa część archipelagu Florida Keys, chociaż sam huragan przeszedł nieco bardziej na północ, nad archipelagiem Dry Tourtgas. W mieście Key West spadło ponad 250 mm deszczu. 26 sierpnia na obrzeżach huraganu uformowało się tornado o sile F1 w skali Fujity, które zaatakowało miasto Marathon, demolując m.in. hangar w porcie lotniczym i powodując zniszczenia szacowane na 5 milionów dolarów.
Huragan przemieszczał się w kierunku Stanów Zjednoczonych na północ od Kuby. Jednak 29 sierpnia cyklon nasunął się swym obrzeżem na zachodnie regiony wyspy. Spadło tam 200 mm deszczu, a linie telefoniczne i energetyczne zostały zerwane. Około 8 tysięcy ludzi zostało ewakuowanych z prowincji Pinar del Río. Według lokalnej telewizji przybrzeżne miasto Surgidero de Batabano zostało zalane w 90 procentach.

### Luizjana

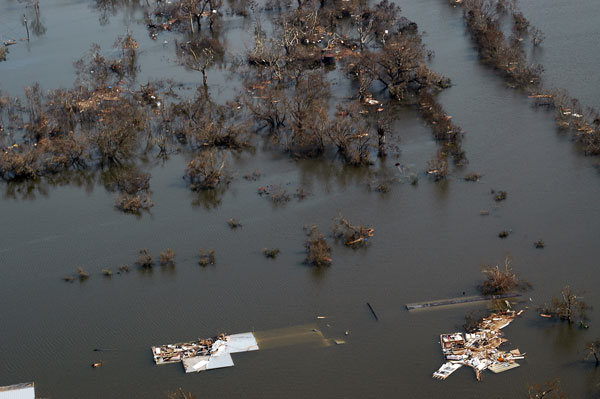
Zalane tereny w Luizjanie

29 sierpnia Katrina dotarła na kontynentalną część Stanów Zjednoczonych. Wejście na ląd nastąpiło w Luizjanie, niedaleko miasta Buras. Huragan miał wtedy siłę 3 kategorii w skali Saffira Simpsona, zaś wiatr wiał z prędkością 205 km/h (125 mph). Siła huraganu osłabła jednak kilka godzin wcześniej z kategorii czwartej, zaś wiatry na obrzeżach huraganu – m.in. w południowo-wschodniej części stanu – nadal były silniejsze. Mimo iż burza była silniejsza w Missisipi, na wybrzeżu w Luizjanie nastąpił znaczny przypływ. Jego oszacowanie jest trudne ze względu na brak jednoznacznych danych, jednak miara poziomu wody w gminie Plaquemines była wyższa o ok. 4 metry niż normalnie. Wzrost poziomu wody został zarejestrowany także w mieście Grand Isle, jednak tam przyrost wyniósł ok. 3 metrów.
Na całym obszarze, jaki obejmował, cyklon niósł ze sobą duże opady deszczu. W Luizjanie było to od 200 do 250 mm, choć były miejsca, w których opady były silniejsze – w mieście Slidell suma opadów wyniosła ponad 380 mm (ok. 15 cali). W wyniku opadów znacznie podniósł się poziom wody w jeziorze Pontchartrain, czego efektem było zalanie dużego obszaru północno-wschodniej części wybrzeża od Slidell do Mandeville. Zniszczonych zostało kilka mostów, włączając w to most I-10 Twin Span Bridge, łączący Slidell z Nowym Orleanem. W wyniku przejścia Katriny 900 tysięcy ludzi w Luizjanie zostało pozbawionych prądu.
Miejscowość St. Bernard Parish, w którą uderzył huragan, została całkowicie zalana, gdy przerwane zostały wały wokół kanału nawigacyjnego Mississippi River Gulf Outlet (MR-GO). Poszukiwania zaginionych odbywały się w wolnym tempie. Według wywiadu opublikowanego w „New Orleans Times-Picayune”, jeszcze w listopadzie 2005 koroner ciągle starał się dostać od Czerwonego Krzyża listę zaginionych. Część ofiar została znaleziona w ich własnych domach, jednak ogromna większość była identyfikowana dzięki relacjom innych osób lub danym z kart kredytowych. W grudniu 2005 nieustalone były losy dalszych 47 osób z St. Bernard Parish.

#### Nowy Orlean

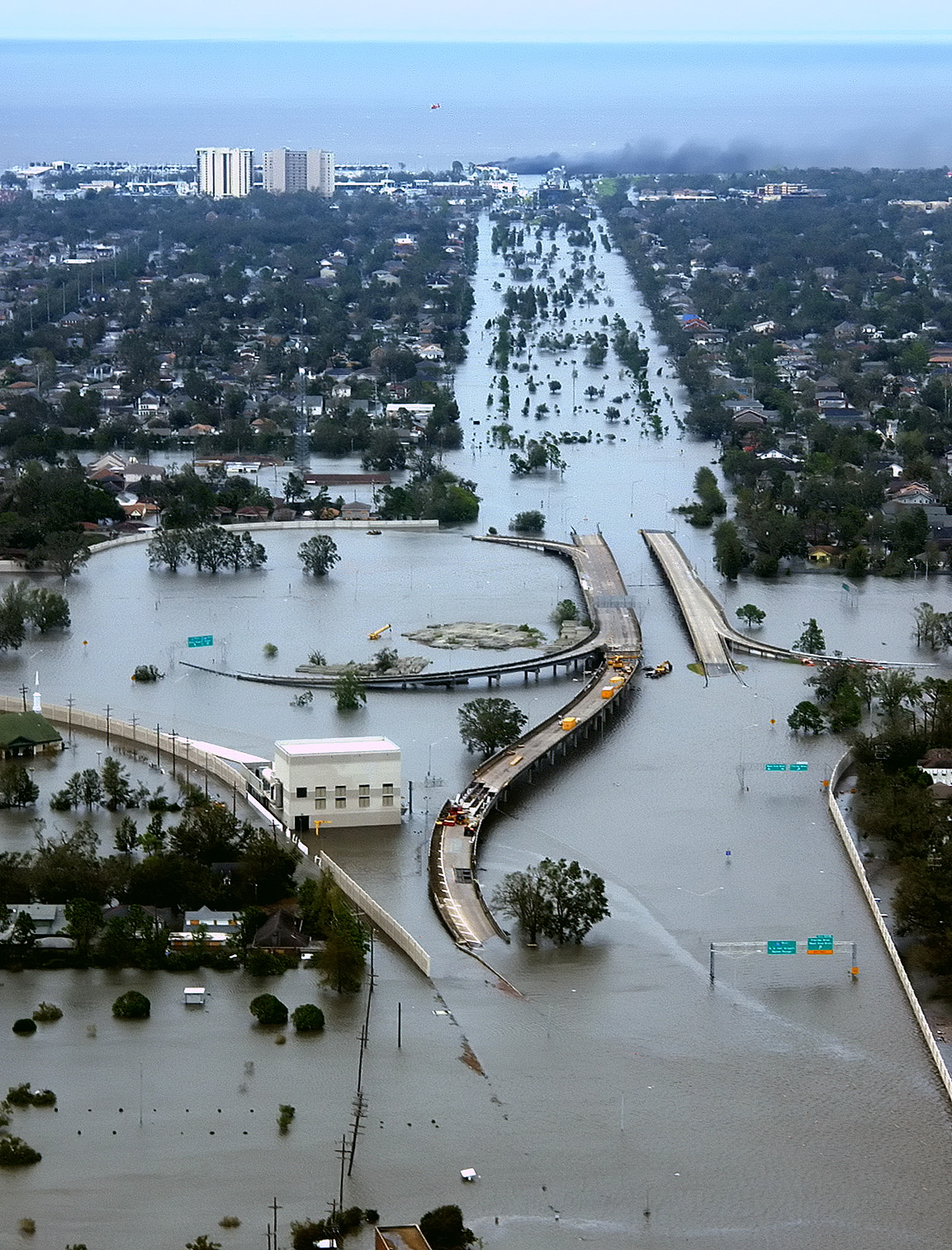
Zalane obszary w Nowym Orleanie

Oko cyklonu przemieszczało się na północny wschód od miasta, jednak Nowy Orlean także został objęty obszarem oddziaływania Katriny. Wprawdzie fakt, iż miasto zostało pozbawione elektryczności, uniemożliwił przeprowadzenie dokładnego pomiaru szybkości wiatru, jednak na podstawie kilku przeprowadzonych badań Narodowe Centrum Huraganów prognozowało wiatry o sile kategorii drugiej w skali Saffira Simpsona. Cyklon znajdował się bezpośrednio nad miastem przez około godzinę.
Przemieszczający się nad miastem huragan doprowadził do poważnego uszkodzenia miejskiego systemu ochrony przeciwpowodziowej – wały zostały przerwane w 53 miejscach. Ochrona przeciwpowodziowa zawiodła także na obszarach wokół miasta – w miejscowości St. Bernard Parish wały przeciwpowodziowe rozlokowane wokół kanału nawigacyjnego Mississippi River Gulf Outlet (MR-GO) zawiodły w ponad 20 miejscach, a miasteczko zostało całkowicie zalane. Podobny los spotkał wschodni brzeg miejscowości Plaquemines Parish. W Nowym Orleanie zawiodły przede wszystkim główne wały ochronne znajdujące się na miejskich kanałach przeciwpowodziowych – 17th Street Canal, London Avenue Canal oraz Industrial Canal, których uszkodzenie spowodowało zatopienie ponad 80% miasta.
Większość głównych dróg prowadzących do miasta było nieprzejezdnych. Jedynym przejezdnym połączeniem z Nowym Orleanem była wówczas trasa Crescent City Connection wraz z mostem Huey P. Long. Duża część mostu I-10 Twin Span Bridge, prowadzącego do miasta Slidell w Luizjanie uległa zniszczeniu. Zarówno most Lake Pontchartrain Causeway, jak i Crescent City Connection obsługiwały tylko ruch ewakuacyjny.
W poniedziałek 29 sierpnia o godzinie 7:40 czasu lokalnego okazało się, że w hotelu Hyatt Regency New Orleans stwierdzono wiele wybitych szyb po północnej stronie budynku. Również wiele innych wysokich budynków miało poważne uszkodzenia. Hotel Hyatt był najbardziej uszkodzonym tego typu obiektem w mieście, a z okien wylatywały hotelowe łóżka. Rurki izolacyjne wystawione na zewnętrzną stronę budynku jako zabezpieczenie zostały kompletnie zniszczone.

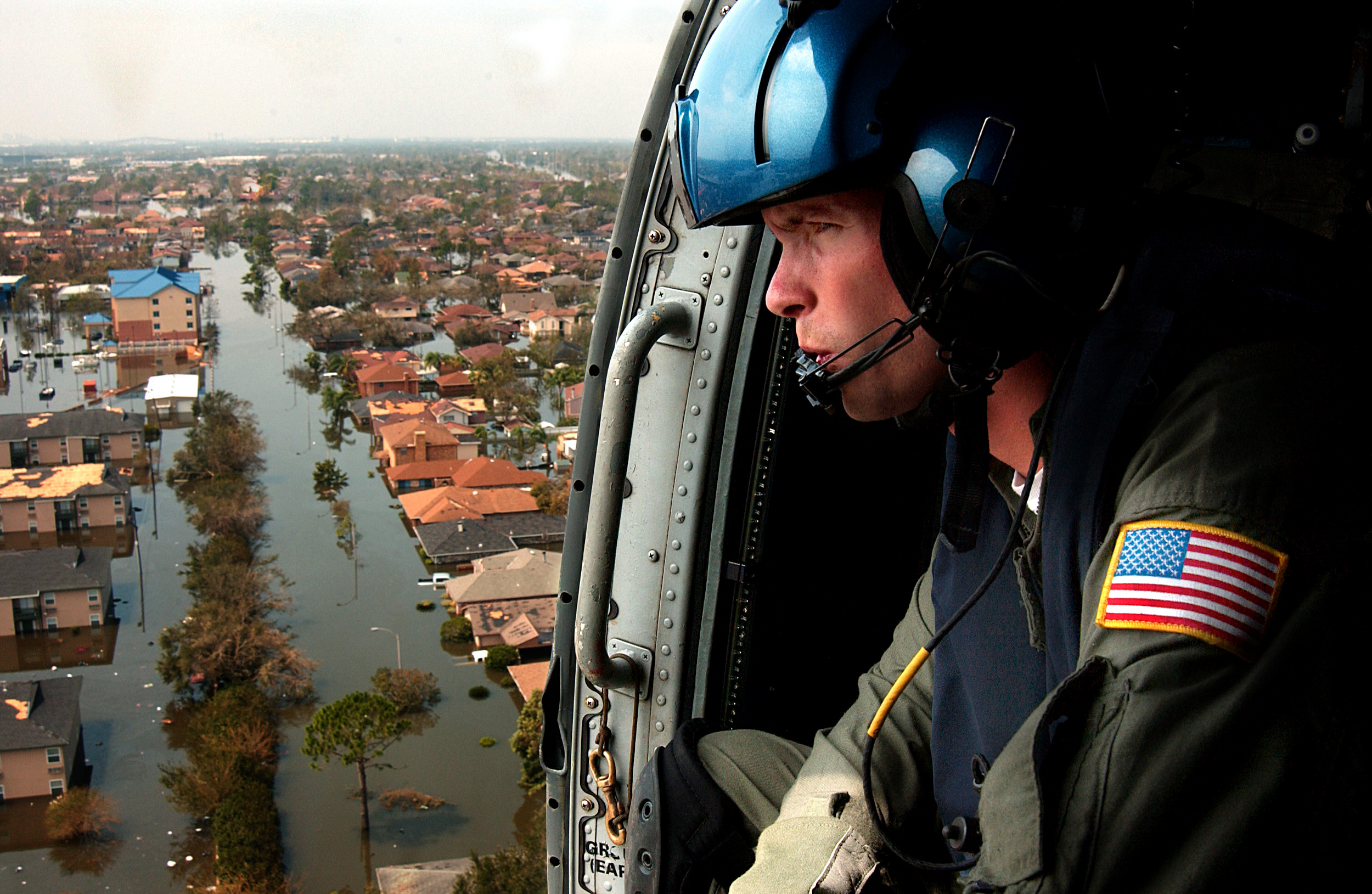
Funkcjonariusz Straży Przybrzeżnej Stanów Zjednoczonych poszukuje osób, które mogły przeżyć przejście huraganu.

Stadion Louisiana Superdome – schron przeciwhuraganowy dla ludzi, którzy nie mogli wyjechać z miasta – został poważnie uszkodzony. Dwie sekcje dachu stadionu zostały zniszczone, a wodoszczelna błona osłaniająca stadion zaczęła przeciekać. Międzynarodowy Port Lotniczy im. Louisa Armstronga został zamknięty na czas huraganu, jednakże budynek nie został uszkodzony. 30 sierpnia, już po przejściu cyklonu, lotnisko zostało ponownie otwarte uczestników akcji ratunkowych i humanitarnych. Ograniczona obsługa pasażera została wznowiona 13 września, a pełną sprawność lotnisko osiągnęło na początku października.
W wyniku zalania miasta, będącego efektem uszkodzenia wałów przeciwpowodziowych, życie straciło wiele osób. Pod koniec października bilans ofiar w mieście wynosił 700 osób zabitych. Ludzie, którzy przeżyli oraz ci, którzy byli ewakuowani, donieśli władzom, że na ulicach we wschodniej części miasta leży duża liczba zwłok. Zaawansowany stan rozkładu ciał, spowodowany tym, iż ofiary przez kilka dni leżały na słońcu i w wodzie, utrudnił koronerom identyfikację ofiar.
Pierwsze ofiary śmiertelne w mieście zostały potwierdzone krótko przed północą 28 sierpnia. Byli to trzej pacjenci szpitala, którzy zmarli podczas ewakuacji z miasta Baton Rouge w Luizjanie. Najbardziej prawdopodobną przyczyną ich śmierci było odwodnienie. Niedużo później potwierdzono także sześć ofiar śmiertelnych na stadionie Superdome, z czego cztery osoby zmarły z przyczyn naturalnych, jedna po przedawkowaniu lekarstw, a jedna popełniła samobójstwo. W miejskim Centrum Konferencyjnym (ang. Convention Center), które także zostało zaadaptowane na schron przeciwhuraganowy, stwierdzono śmierć czterech osób, z czego jedna została zamordowana.

### Missisipi

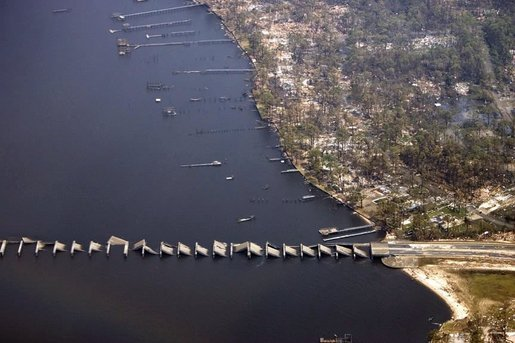
Zniszczenia na drodze stanowej nr 90 w Missisipi po przejściu Katriny

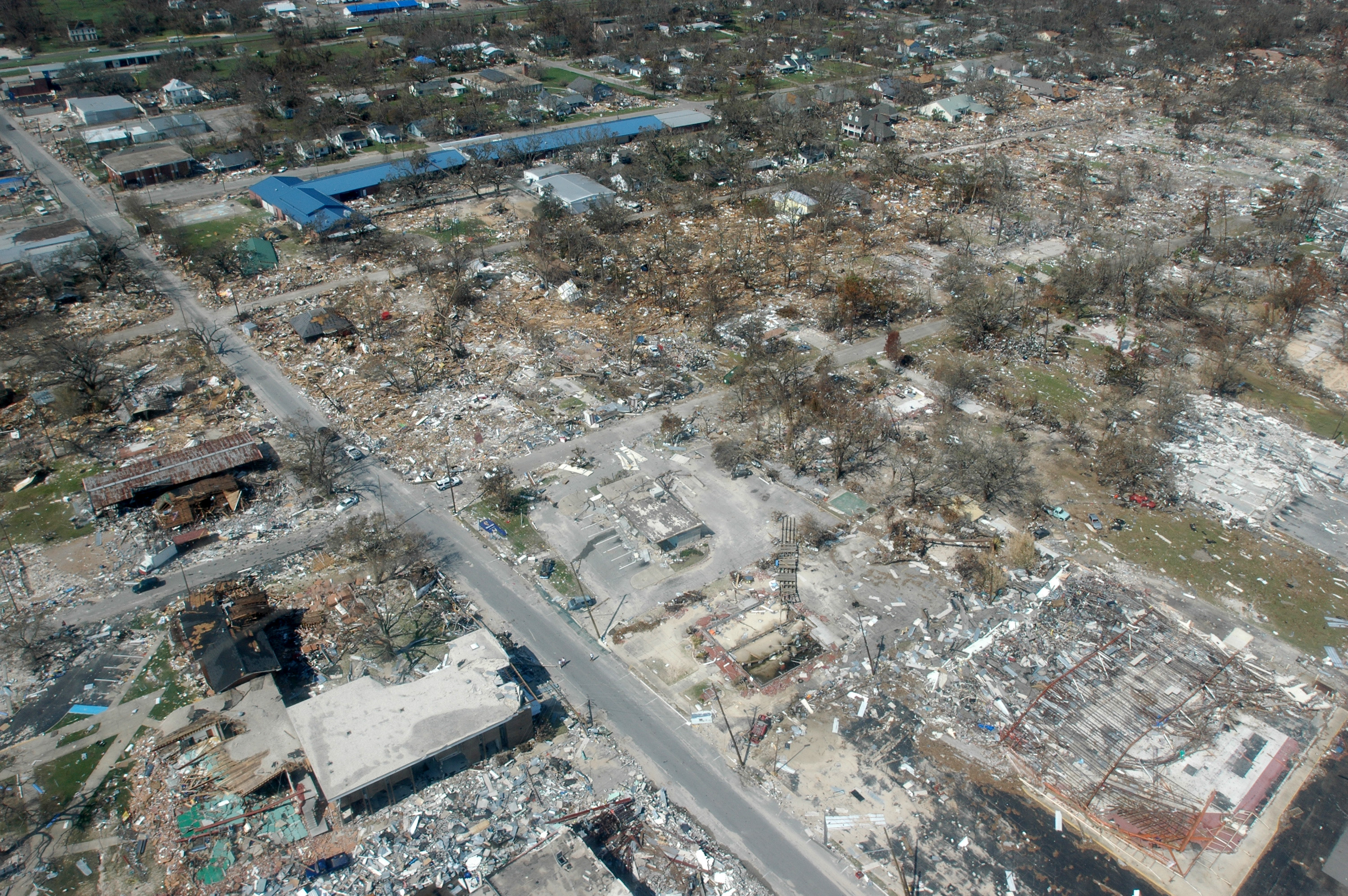
Zniszczenia w mieście Long Beach po przejściu cyklonu

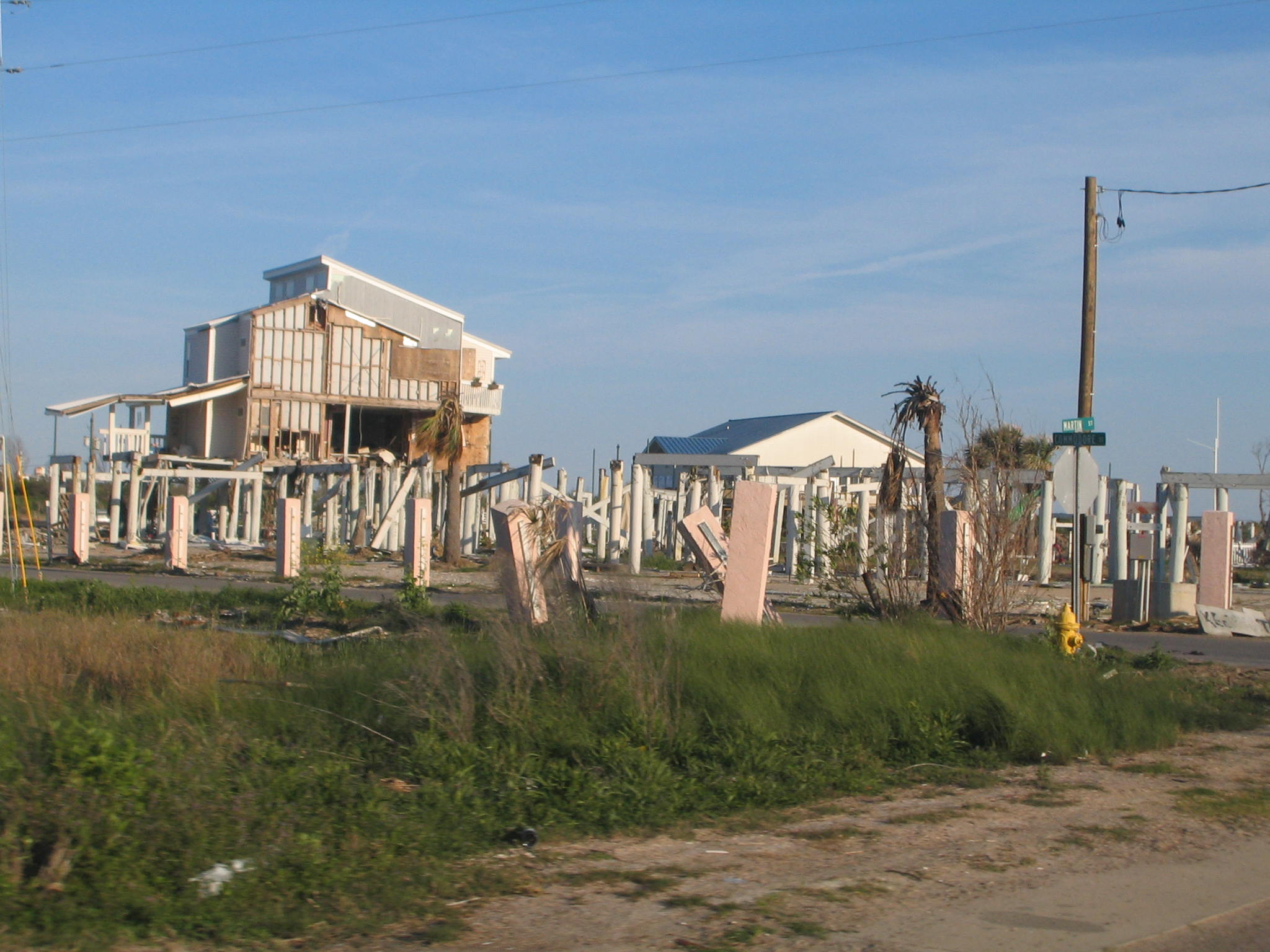
Uszkodzenia w mieście Pascagoula

Wybrzeże Zatokowe w Missisipi doznało po przejściu Katriny dużych uszkodzeń; do 29 sierpnia 2005 zginęło tam 238 osób, los 67 nie został ustalony. Zniszczenia były liczone w miliardach dolarów; mosty, barki, łodzie, mola, domy i samochody zostały przez huragan zmiecione w głąb lądu, po czym doszczętnie zniszczone. Huragan przemieszczał się w głąb stanu. Wszystkie spośród 82 hrabstw znajdujących się w Missisipi zostały objęte zarządzeniem o wprowadzeniu stanu klęski żywiołowej; 47 otrzymało pełną pomoc finansową.
Po początkowym krótkotrwałym wejściu na ląd w Luizjanie Katrina ostatecznie weszła na ląd w pobliżu granicy stanowej. Oko cyklonu w niewielkiej odległości ominęło miasta zatoki St. Louis i miasto Waveland. Katrina była wówczas huraganem trzeciej kategorii z wiatrem o prędkości 195 km/h. Potężny wówczas obszar Katriny przeszedł przez zachodnią i centralną część stanu. Spowodowało to potężny przypływ o wysokości dochodzącej do 8 metrów; woda na dużym obszarze wdarła się na 10 km w głąb lądu; w pobliżu rzek i zatok było to aż 12 km. Na niektórych obszarach woda zalała Autostradę międzystanową nr 10. Cyklon przyniósł ze sobą silny wiatr o prędkości dochodzącej w Missisipi do 217 km/h, który spowodował znaczne uszkodzenia w drzewostanie tego obszaru. Powyższy pomiar został zarejestrowany niedaleko miasta Polarville.
Wraz z cyklonem nad Missisipi dotarły obfite opady deszczu. Średnio spadło 100 mm deszczu, choć w niektórych miejscach opady wyniosły nawet do 25 cm. 29 sierpnia na obszarze stanu zostało zarejestrowanych 11 tornad, które spowodowały liczne uszkodzenia drzew i linii energetycznych. Po ataku huraganu w wyniku opadów i wiatru linia brzegowa została kompletnie zniszczona. Urzędnicy z Missisipi wyliczyli, iż 90% wybrzeża zostało zrównane z ziemią. Przypływ był tak wysoki, że woda wdarła się aż na sześć mil w głąb lądu.
Jeden z apartamentowców z trzydziestoma ludźmi, którzy schronili się tam przed huraganem, zawalił się po przejściu Katriny. Ponad połowa z trzynastu kasyn w stanie, które miały zostać przeniesione na barkach, aby nie zostało złamane stanowe prawo o hazardzie, została z nich zmyta kilkaset jardów w głąb lądu.
Kilka dróg i mostów zostało podmytych. Na Autostradzie Międzystanowej nr 90, biegnącej wzdłuż Wybrzeża Zatokowego, doszczętnie zniszczone zostały dwa główne mosty – Pass Christian Bridge oraz Biloxi – Ocean Springs Bridge. Uszkodzeniu uległ jej odcinek biegnący nad estuarium rzeki Pascagoula. Jakiś czas po przejściu Katriny autostrada zawaliła się; ruch zredukowano wówczas do dwóch pasów.
Wszystkie trzy przybrzeżne hrabstwa w stanie zostało mocno poszkodowane przez burzę. Przypływ spowodowany przez Katrinę był najsilniejszym i najwyższym w udokumentowanej historii Stanów Zjednoczonych; w znacznym stopniu zalane zostały hrabstwa Harrison, Hancock i Jackson. W hrabstwie Hancock przypływ zalał całą jego dolną część, niszcząc przybrzeżne miasteczka Clermont Harbor, Waveland, Bay St. Louis oraz jednostkę osadniczą Kiln. W hrabstwie Harrison kompletnie zalane zostało miasto Pass Christian wraz z wąskim pasem ziemi na wschód od miasta, ciągnącym się wzdłuż wybrzeża. Pas ten zawiera m.in. miasta Long Beach i Gulfport. Przypływ spowodowany przez huragan był najsilniejszy w miasteczkach takich jak D’Iberville, które graniczą z obszarem Back Bay. Także miasto Biloxi, znajdujące się pomiędzy obszarem Back Bay a wybrzeżem, poważnie ucierpiało w starciu z huraganem. W hrabstwie Jackson przypływ podążał w górę estuarium rzeki Pascagoula; około 90% miasta Pascagoula zostało zalane. Powódź podzieliła hrabstwo na dwie części. Miała ona zasięg około 75 mil (121 km) na wschód od rzeki, sięgnęła też blisko granicy stanowej Luizjana – Missisipi. Sąsiednie obszary także zostały surowo potraktowane przez burzę; Zatoka Porteaux, a w tym obszar St. Martin, oraz Wzgórza Zatokowe, zostały doszczętnie zalane. Obszary Ocean Springs, Moss Point, Gautier i Escatawpa także odniosły poważne uszkodzenia. Agencja Zarządzania Kryzysowego w Missisipi (Mississippi Emergency Management Agency) odnotowała zgony w hrabstwach Forest, Hinds, Warren i Leake. Około 900 tysięcy ludzi poniosło straty materialne.

### Południowe stany USA

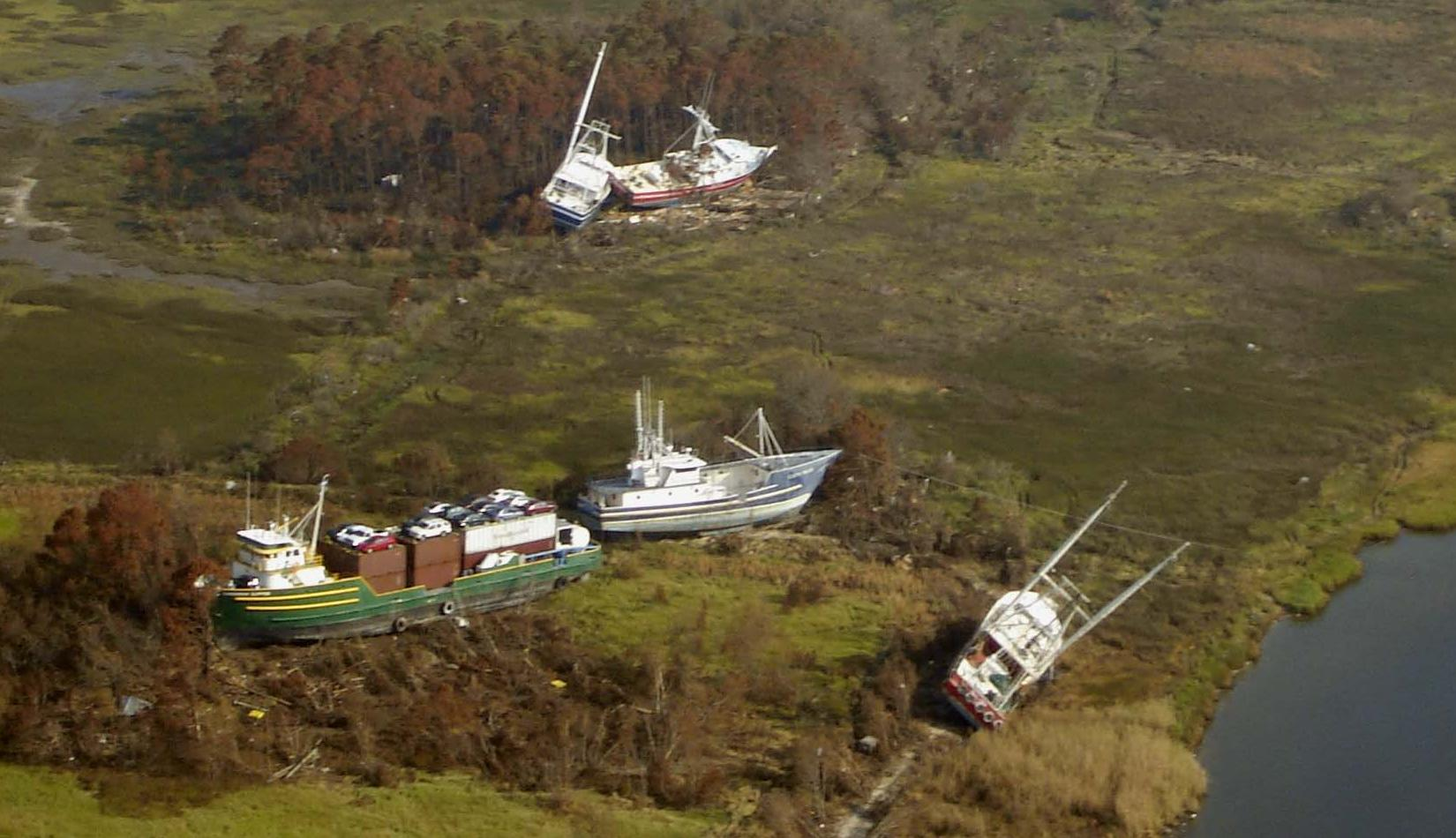
Zniszczenia w Bayou La Batre, Alabama – statki wyrzucone na brzeg

Mimo tego, iż huragan wszedł na ląd na zachód od stanu Alabama i regionu Floryda Panhandle, te obszary także mocno ucierpiały w wyniku silnego wiatru i przypływu wysokiego na 3 do 5 metrów; ten ostatni był najbardziej odczuwalny w rejonie zatoki Mobile Bay, a szczytowe fale były nawet wyższe. Wiatr zarejestrowany w miejscowości Mobile w Alabamie osiągał prędkość do 67 mph (107 km/h), a wysokość przypływu wyniosła 3,7 metra. Przypływ spowodował powódź sięgającą kilka mil w głąb lądu, przebiegającą wzdłuż zatoki Mobile Bay. W Alabamie odnotowano także cztery tornada. Wszystkie statki znajdujące się w tamtym rejonie zostały wyrzucone na brzeg wzdłuż zatoki Mobile Bay, a molo rybackie zostało doszczętnie zniszczone; statek towarowy „Carribean Clipper” oraz łodzie rybackie osiadły na lądzie w miejscowości Bayou La Batre.